# Червлёное (Сумская область)
Червленое (укр. Червлене) — село,
Червленовский сельский совет,
Лебединский район,
Сумская область,
Украина.
Код КОАТУУ — 5922989101. Население по переписи 2001 года составляло 536 человек.
Является административным центром Червленовского сельского совета, в который, кроме того, входят сёла
Грушевое,
Новоселовка и
Чижово.

## Географическое положение
Село Червленое находится на правом берегу реки Псёл, выше по течению на расстоянии в 1,5 км расположено село Курган, ниже по течению на расстоянии в 1 км расположено село Горки, на противоположном берегу — в 6-и км город Лебедин.
Через село проходит автомобильная дорога Т-1913.

## История
- Село Червленое основано во второй половине XVII века[2].
- К западу от села обнаружено поселение бронзового и раннего железного века.

## Экономика
- «Им. 1-го Мая», ООО.

## Объекты социальной сферы
- Детский сад.
- Школа I—II ст.

## Религия
- Николаевский храм.